# Agavesirap

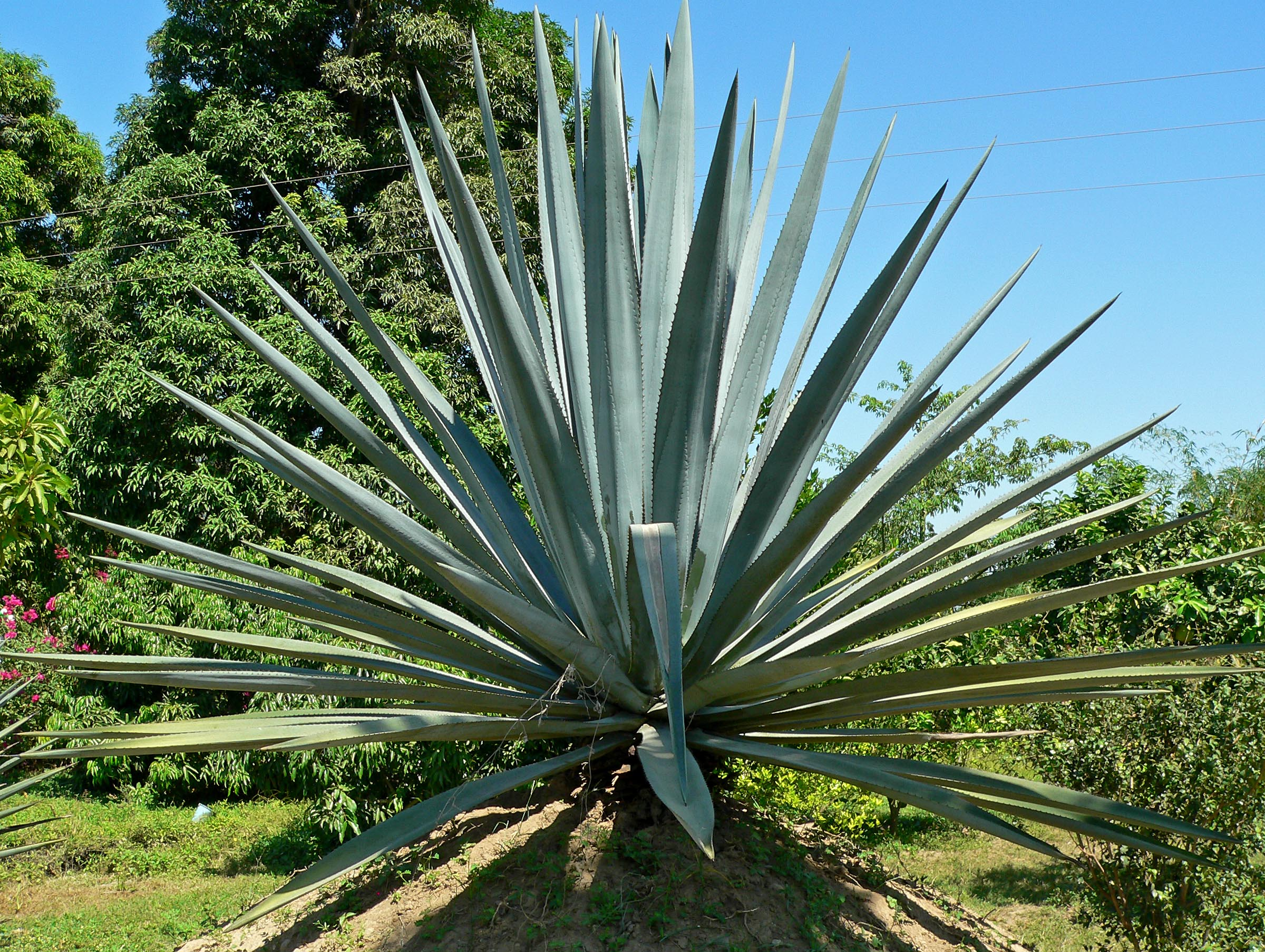
Agave tequilana är en av de agavearter som används för att göra agavesirap

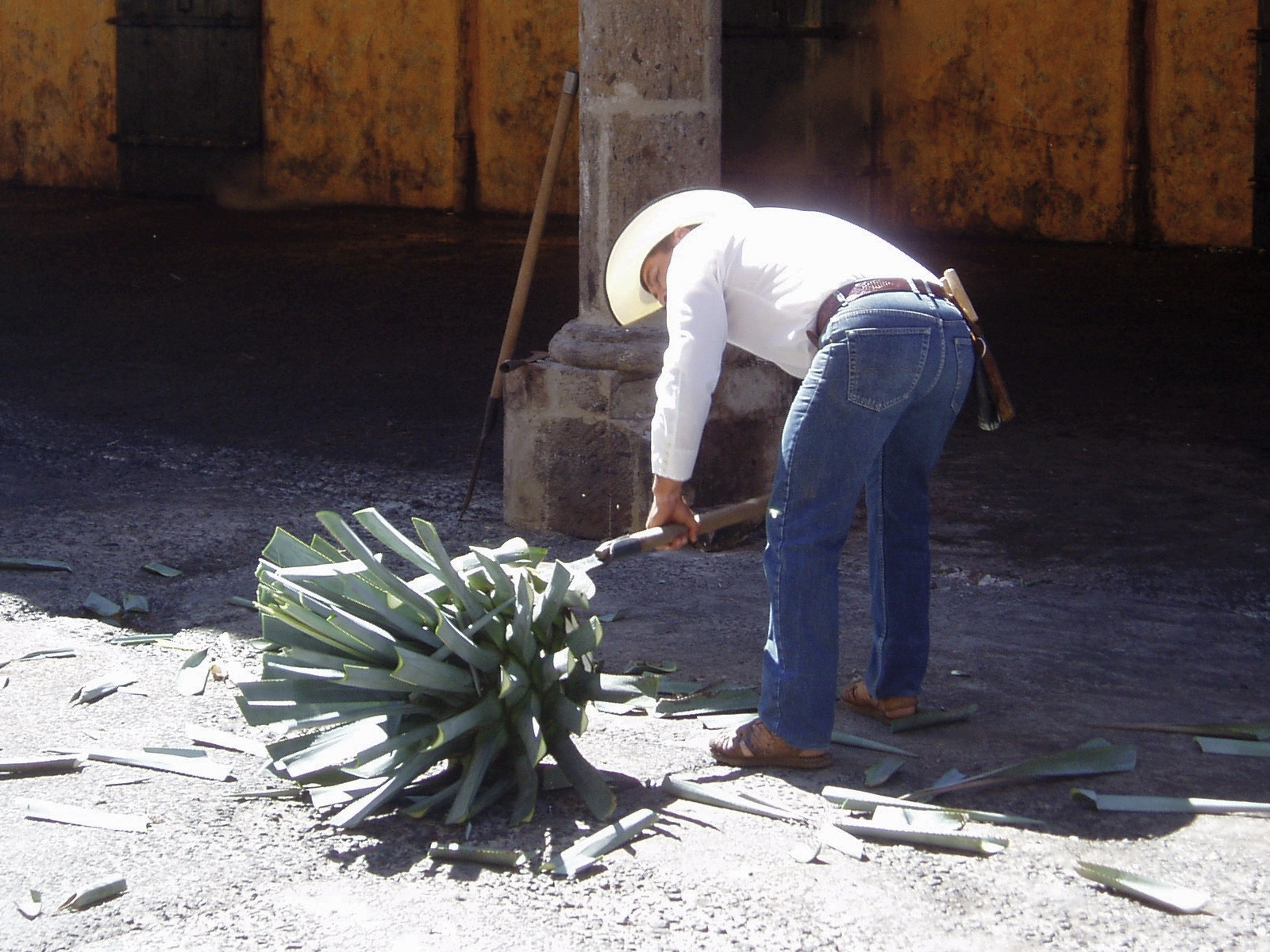
En jimador skär bort bladen från agavestammen, vanligtvis görs detta ute på agavefältet.

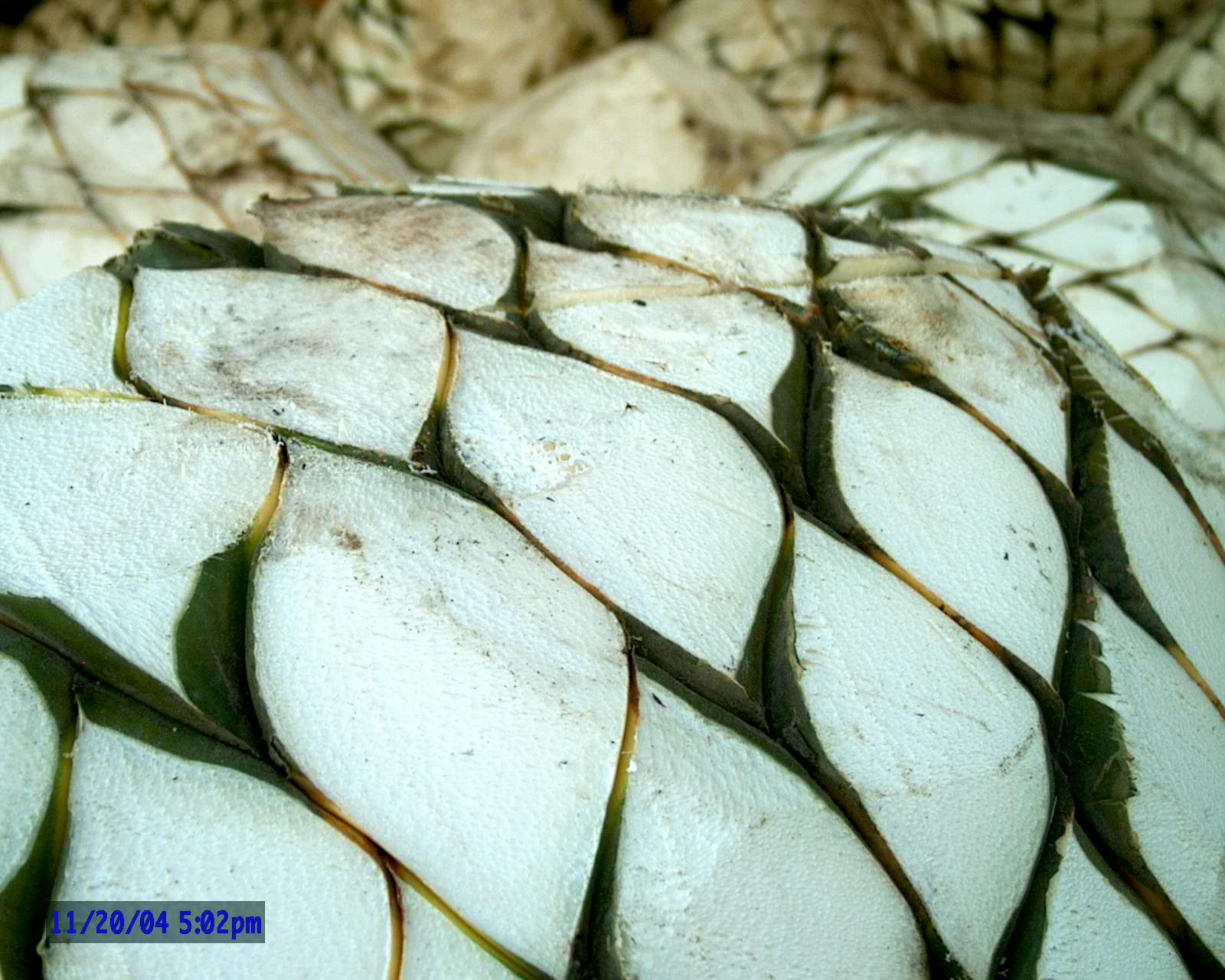
När bladet skurits bort ser det ut som en stor ananas och kallas också piña på spanska.

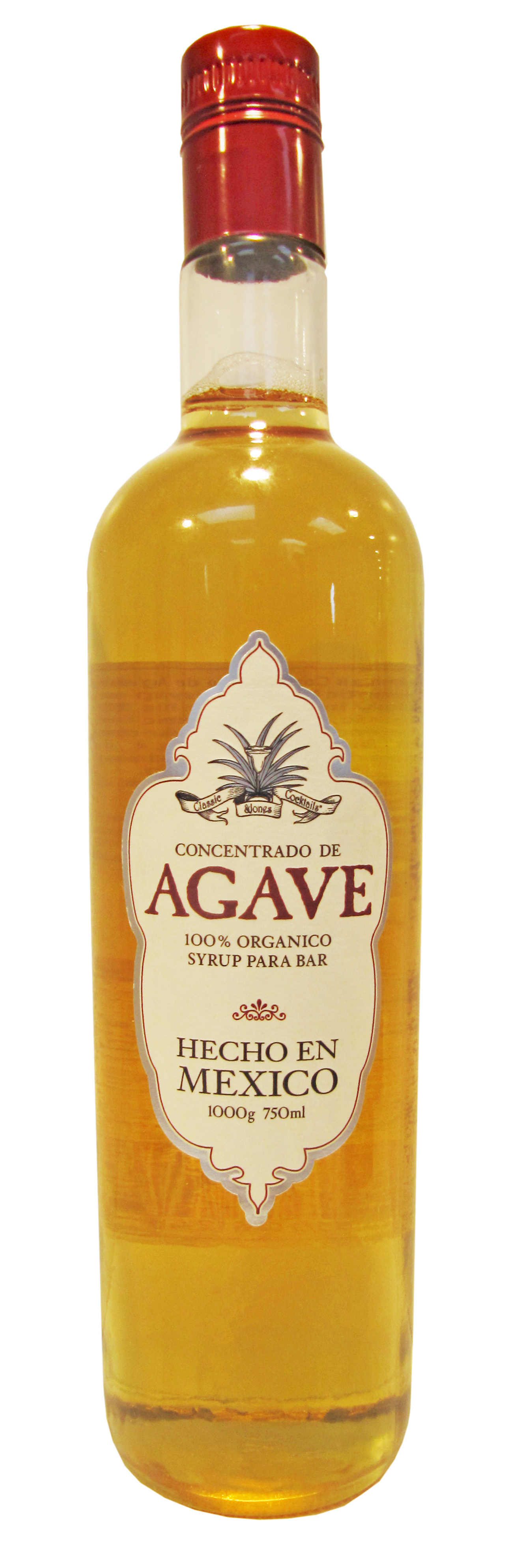
Agavesirap är mer lättflytande än honung och även lätt att blanda i kalla drycker

Agavesirap (även kallat agavenektar eller agavekoncentrat) är ett sötningsmedel som främst produceras i Mexiko från flera olika arter agave, till exempel tequilaagave (Agave tequilana) och ölagave (Agave salmiana). Agavesirap är sötare än honung och sackaros, men med lägre viskositet.
Huvuddelen av den agavesirap som produceras kommer från Jalisco i Mexiko men produceras också i delstaterna Michoacán de Ocampo, Guanajuato och Tamaulipas.

## Produktion
För att producera agavesirap från blå agave skärs bladen av från plantan när den är 7 till 10 år. Agavestammen, som kallas piña, skärs av och ur den pressas agavejuice. Juicen filtreras och upphettas för att genom hydrolys omvandla polysackarider till enkla sockerarter. Den viktigaste polysackariden heter inulin eller fruktosan och innehåller huvudsakligen fruktosenheter. Den filtrerade och hydrolyserade juicen koncentreras till en flytande sirap som är mer lättflytande än flytande honung. Den finns i olika färger, från ljus till mycket mörk bärnsten, och färgen beror på hur hårt den processats.

## Beståndsdelar
Agavesirap består huvudsakligen av fruktos och glukos. Vissa källor anger 92% fruktos och 8% glukos; andra 56% fruktos och 20% glukos. Skillnaderna anses beror på variationer i tillverkningsmetod och råvara mellan olika tillverkare.
Agavesiraps glykemiska index och glykemiska belastning är jämförbart med fruktos, som har ett mycket lägre glykemiskt index (GI) och glykemisk belastning än vanligt socker och honung (sackaros).

## Användning i mat och dryck
Agavesirap är 40 till 60 % sötare än vanligt socker och kan ersätta socker och honung i de flesta recept. Agave används ofta som ett veganskt alternativ i matlagning. Eftersom det är lättlöst även i kalla drycker är det ett bra sötningsmedel för iste, smoothies, drinkar, saft, etc. 